# Sone Tatsuzō

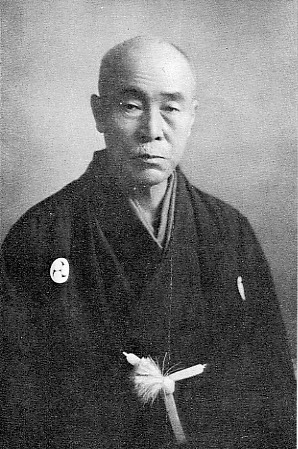
Sone Tatsuzō

Sone Tatsuzō (japanisch 曽禰 達蔵; * 3. Januar 1852 in Edo (heute Tokio); † 6. Dezember 1937) war einer der ersten modernen Architekten Japans.

## Leben und Wirken
Sone wurde als Sohn eines Samurai in der Edo-Residenz des Karatsu-han geboren. Er gehörte mit Tatsuno Kingo und Katayama Tōkuma zu den ersten Studenten, die an der neu gegründeten Kōbu Daigakkō u. a. unter Josiah Conder studierten und 1879 ihren Abschluss machten. Nachdem er eine Zeit lang als Marine-Ingenieur gearbeitet hatte, trat er 1890 in die Firma Mitsubishi ein, wo er an deren Bürogebäude-Komplex im Marunouchi-Viertel in Tokio mitarbeitete. 
1906 verließ er Mitsubishi und gründete ein eigenes Büro, arbeitete weiter für Mitsubishi, andere Firmen und sonstige Auftraggeber. So wurde er zu einem einflussreichen Architekten der 1920er- und 30er-Jahre in Japan.

## Bauten (Auswahl)
- 1904 Senjō-Pavillon (占所閣, Senjō-kaku) in Nagasaki, errichtet anlässlich des Sieges im Japanisch-Russischen Krieg
- 1912 Keiō-Universität, Universitätsbibliothek, Tokio
- 1917 Tōkyō-Kajō-Gebäude, Tokio
- 1923 Nihon-Yūsen Gebäude, Kobe
- 1925 (altes) Hauptgebäude der Präfekturverwaltung von Kagoshima
- 1933 Meidi-ya (明治屋, Meiji-ya), Tokio

## Bilder

Senjō-Pavillon
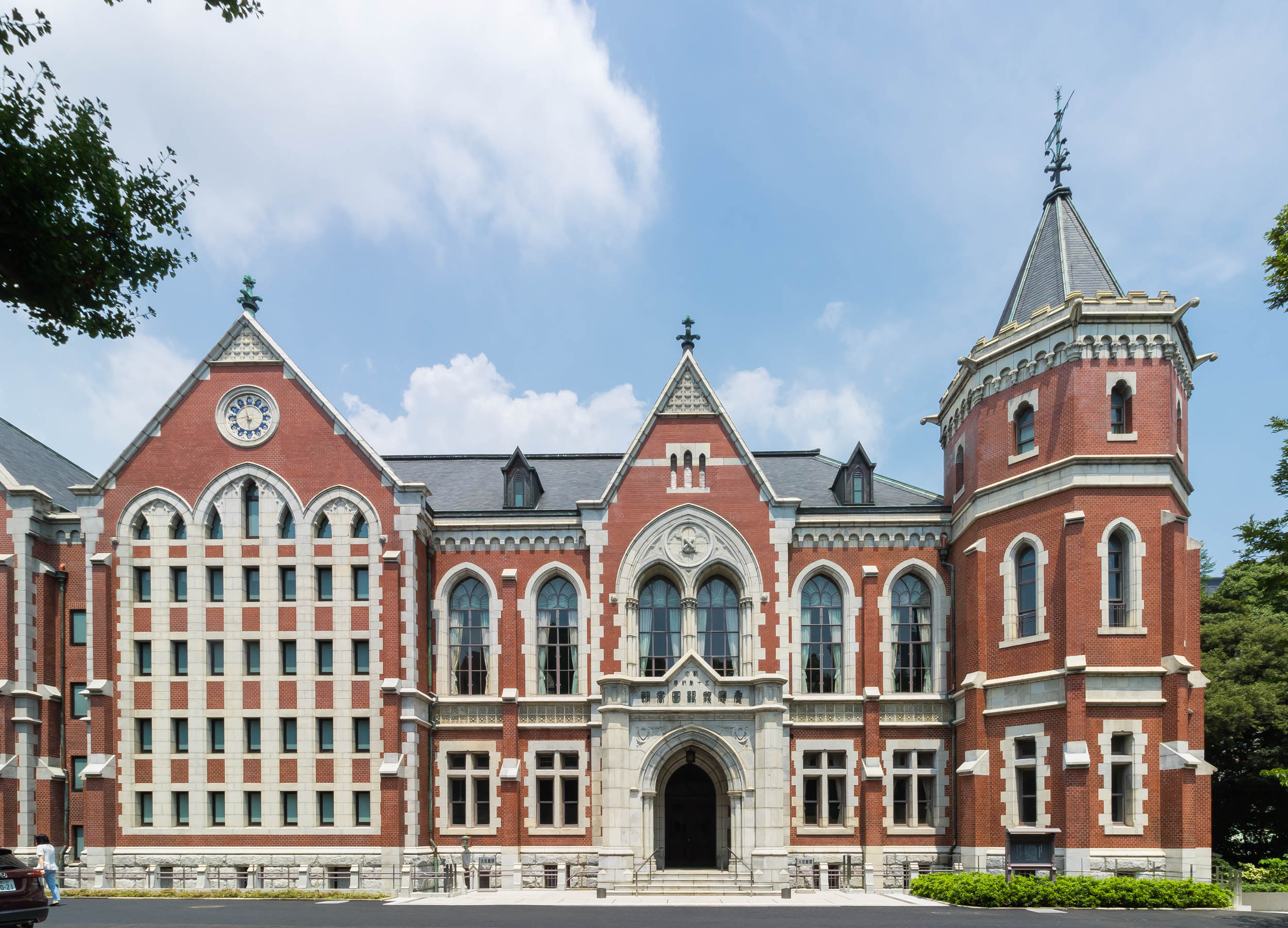
Keiō UB
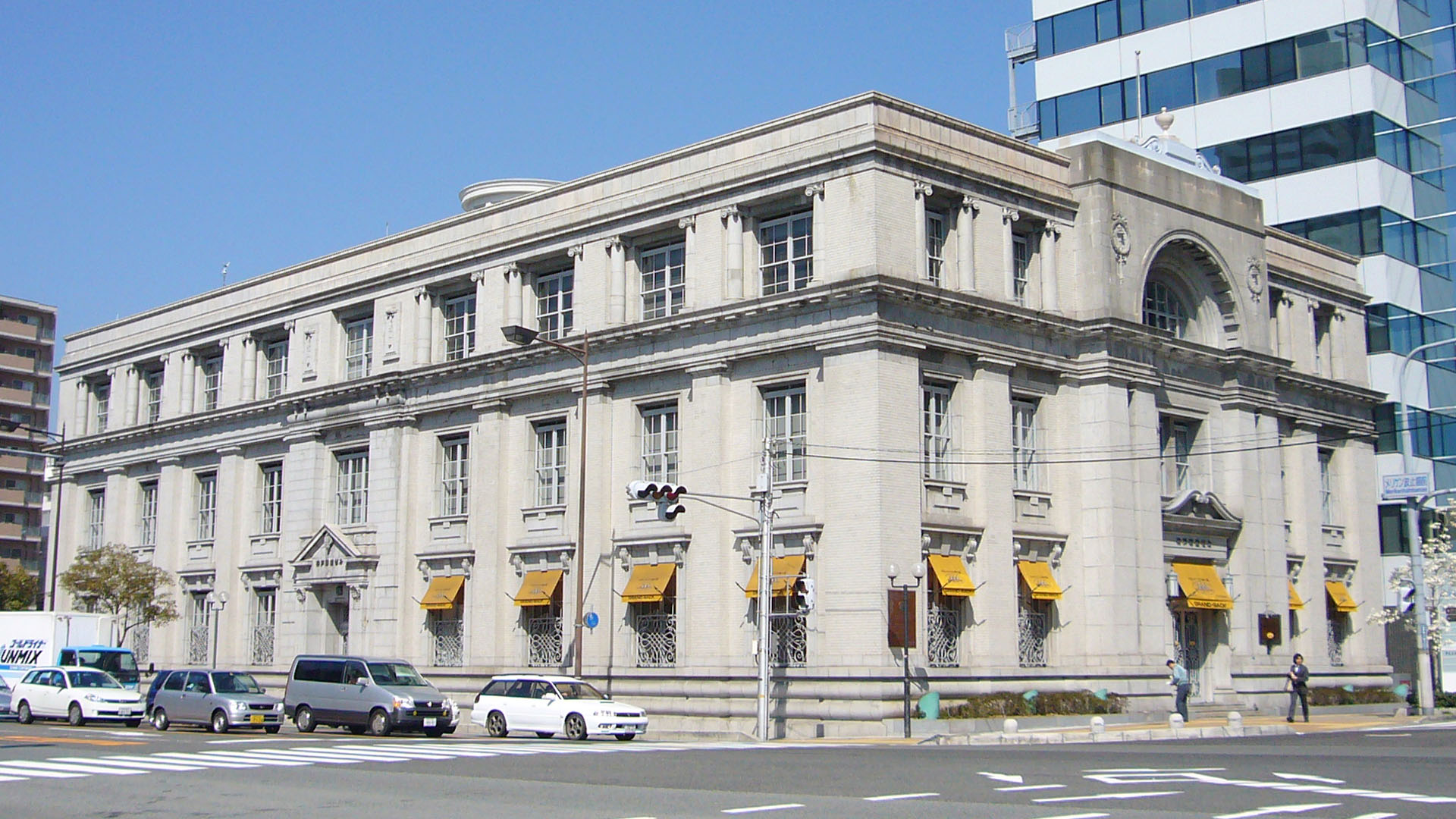
Yūsen-Gebäude
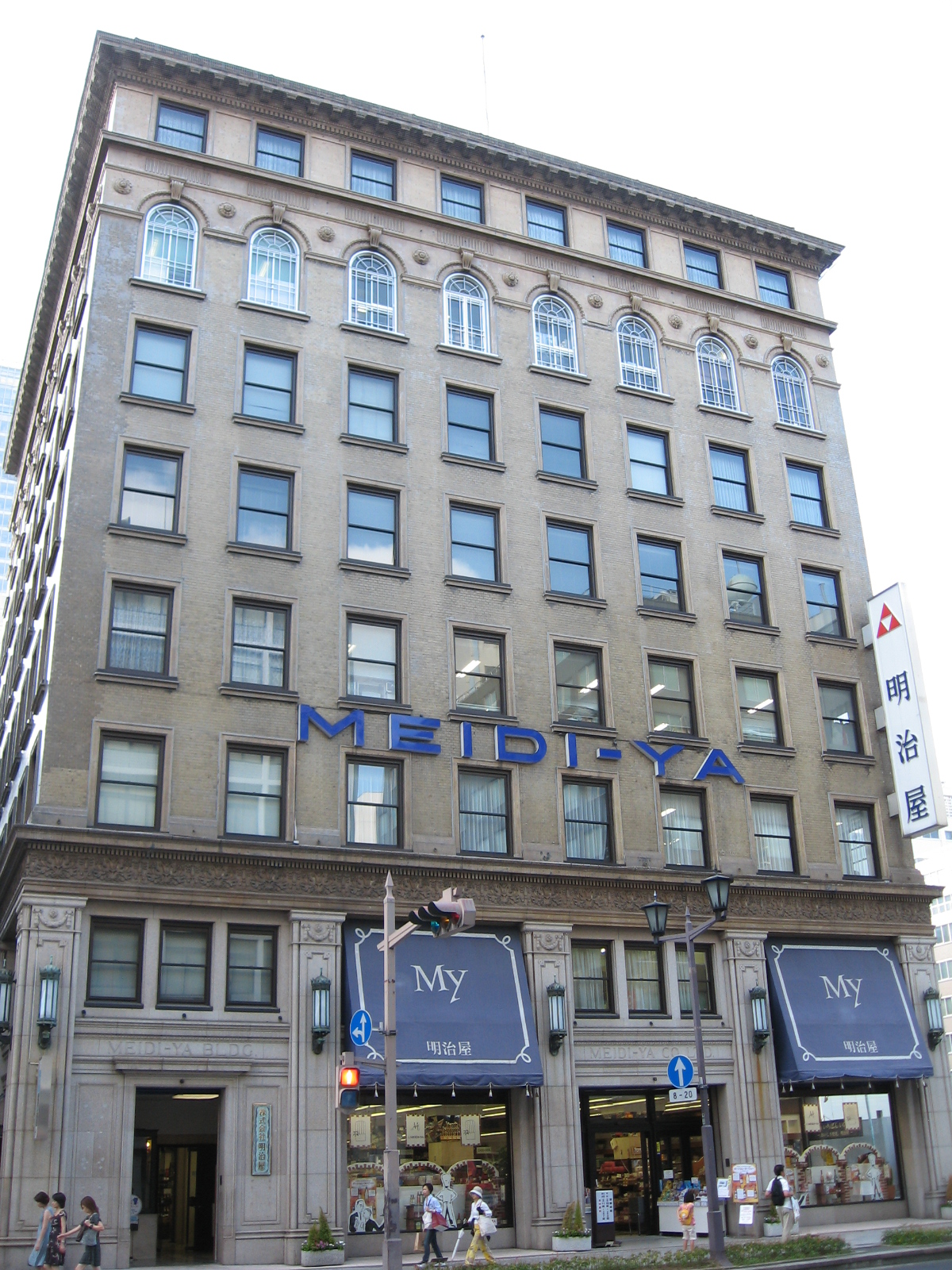
Meidi-ya, Tokio
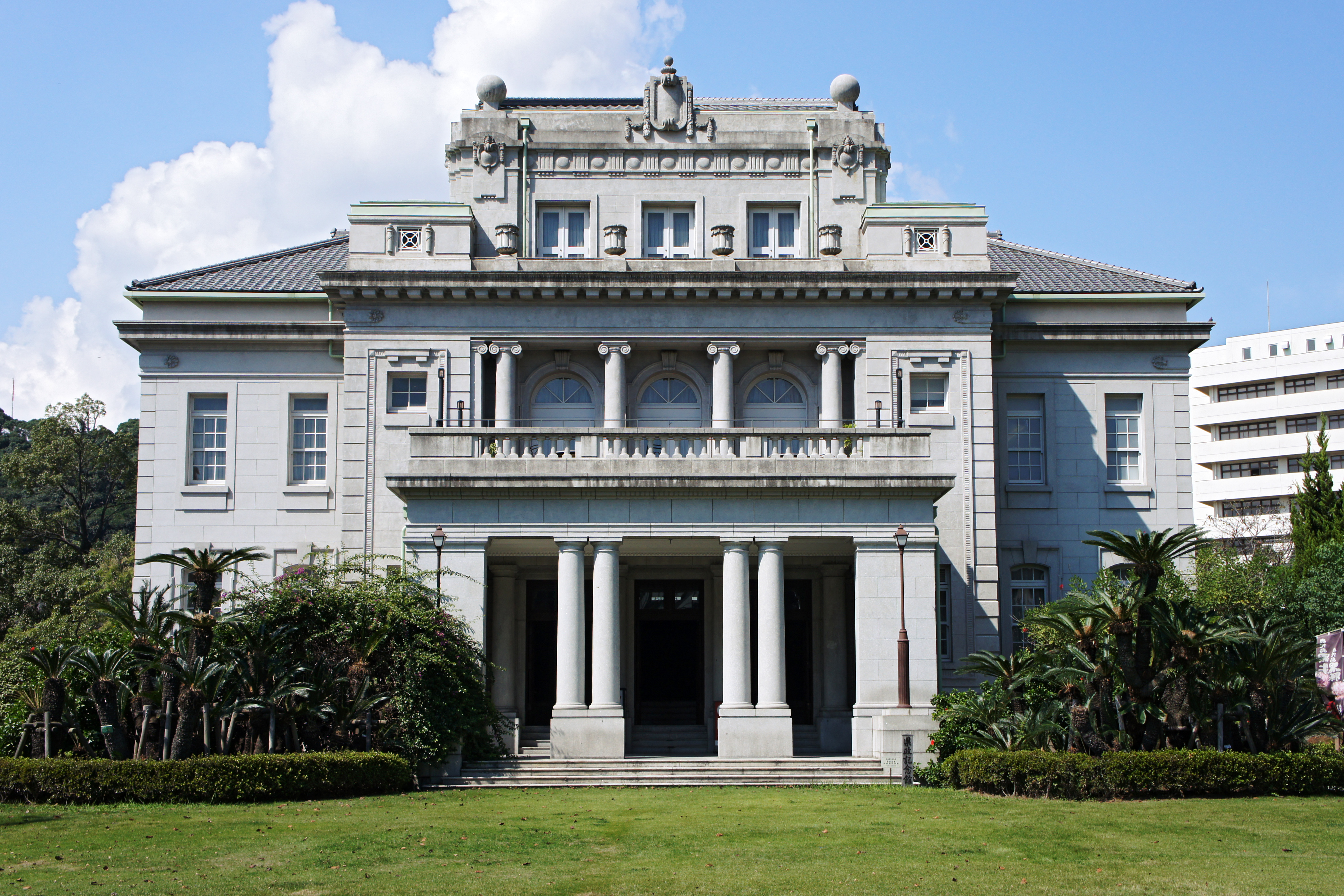
Präfekturverwaltung Kagoshima